# Santa María de los Ángeles
 Santa María de los Ángeles est un village et une municipalité de l'État de Jalisco au Mexique.
La municipalité a 3 033 habitants en 2015.

## Situation
La municipalité fait partie de la région Nord du Jalisco. Elle est située approximativement à 1 809 m d'altitude. Elle est desservie par la route fédérale 23 à environ 210 km de Guadalajara vers le sud et 110 km de Zacatecas vers le nord.
|          | Huejúcar                   |                                     |
|          | Santa María de los Ángeles | Villanueva (es) (État de Zacatecas) |
| Colotlán |                            |                                     |

## Démographie
En 2010, la municipalité compte 3 726 habitants pour une superficie de 284,94 km2, toute la population est rurale.
Au recensement de 2015, la population de la municipalité passe à 3 033 habitants.

## Points d'intérêt

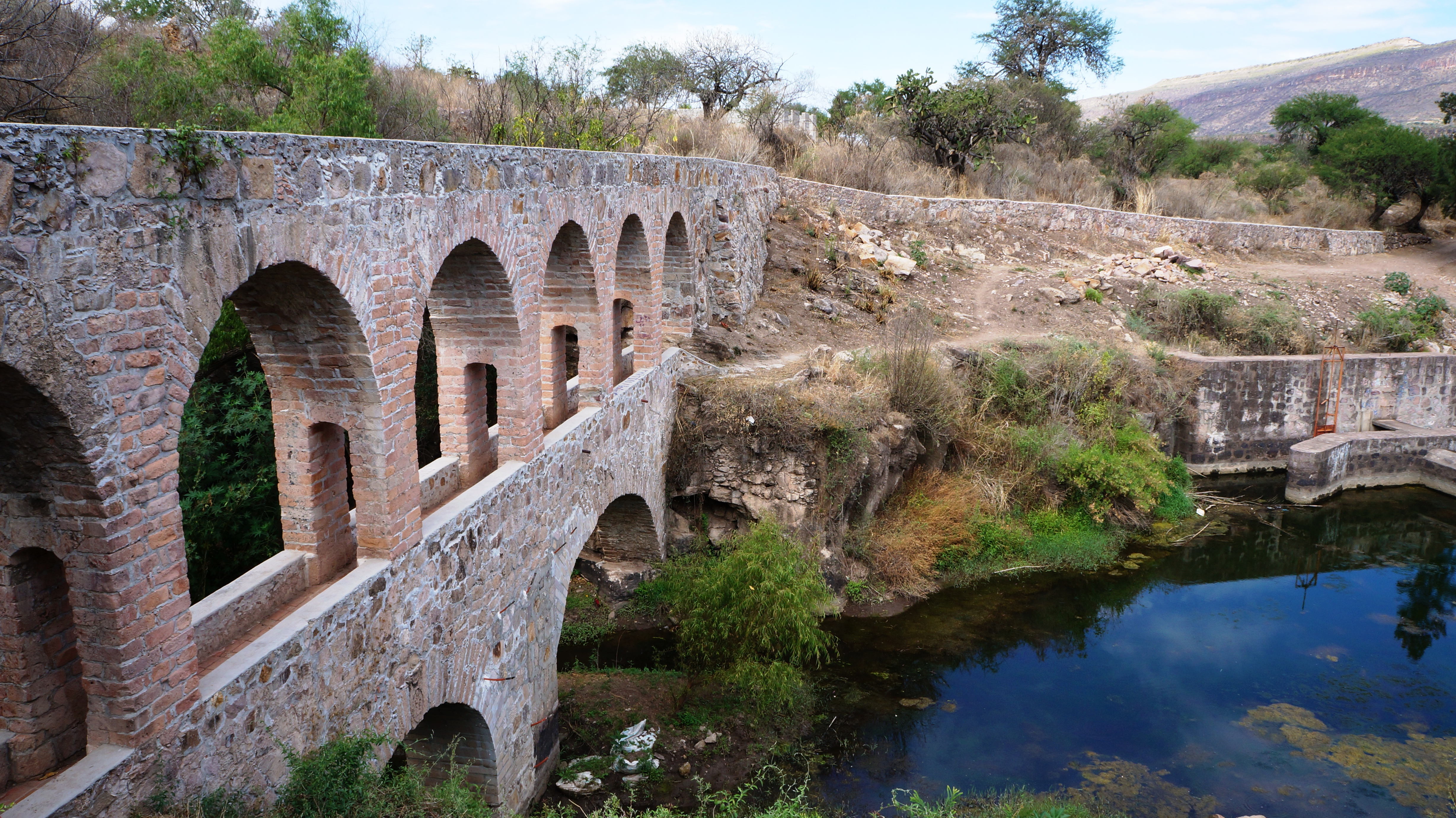
Ancien aqueduc.
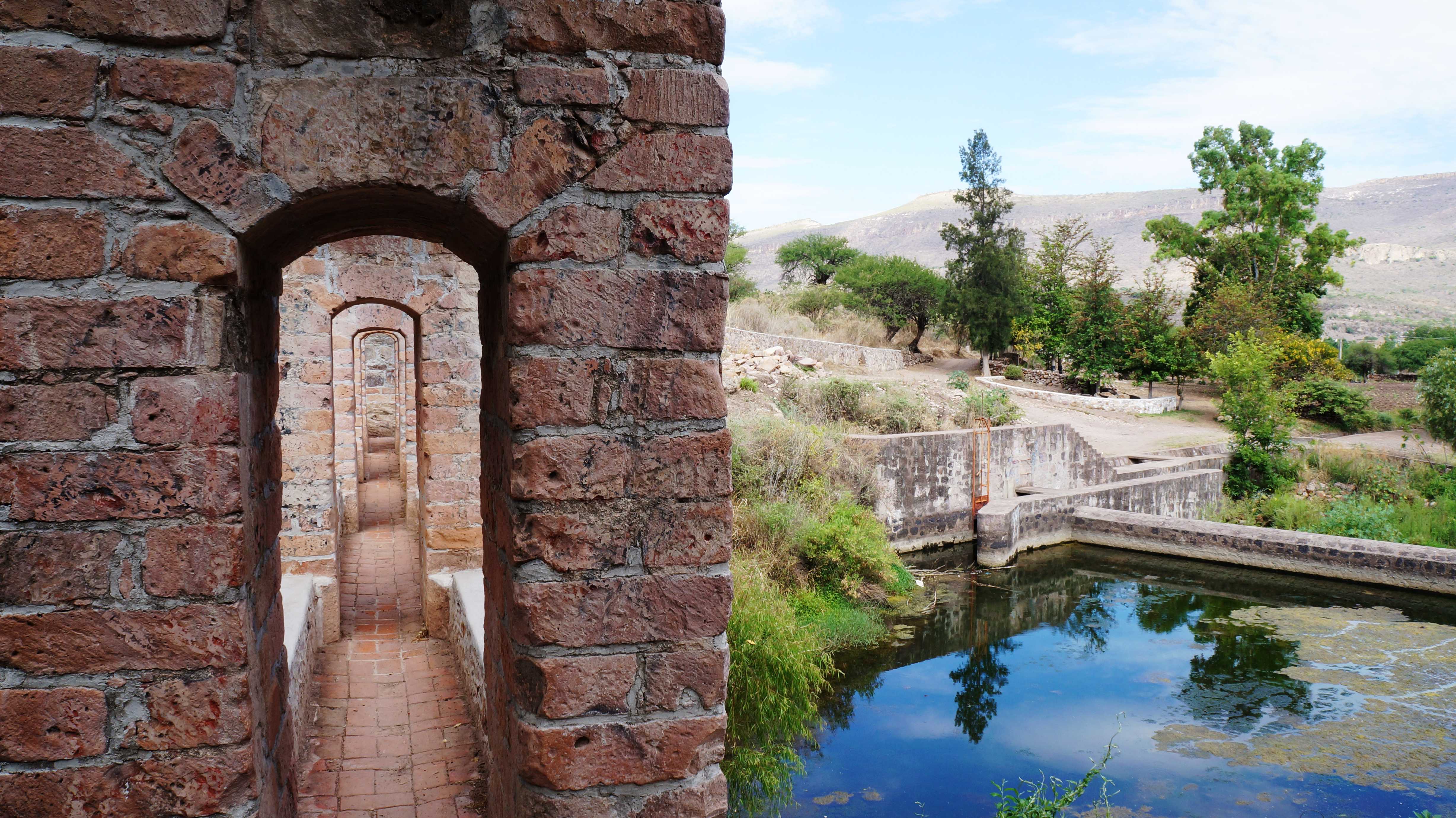
Arches de l'aqueduc.
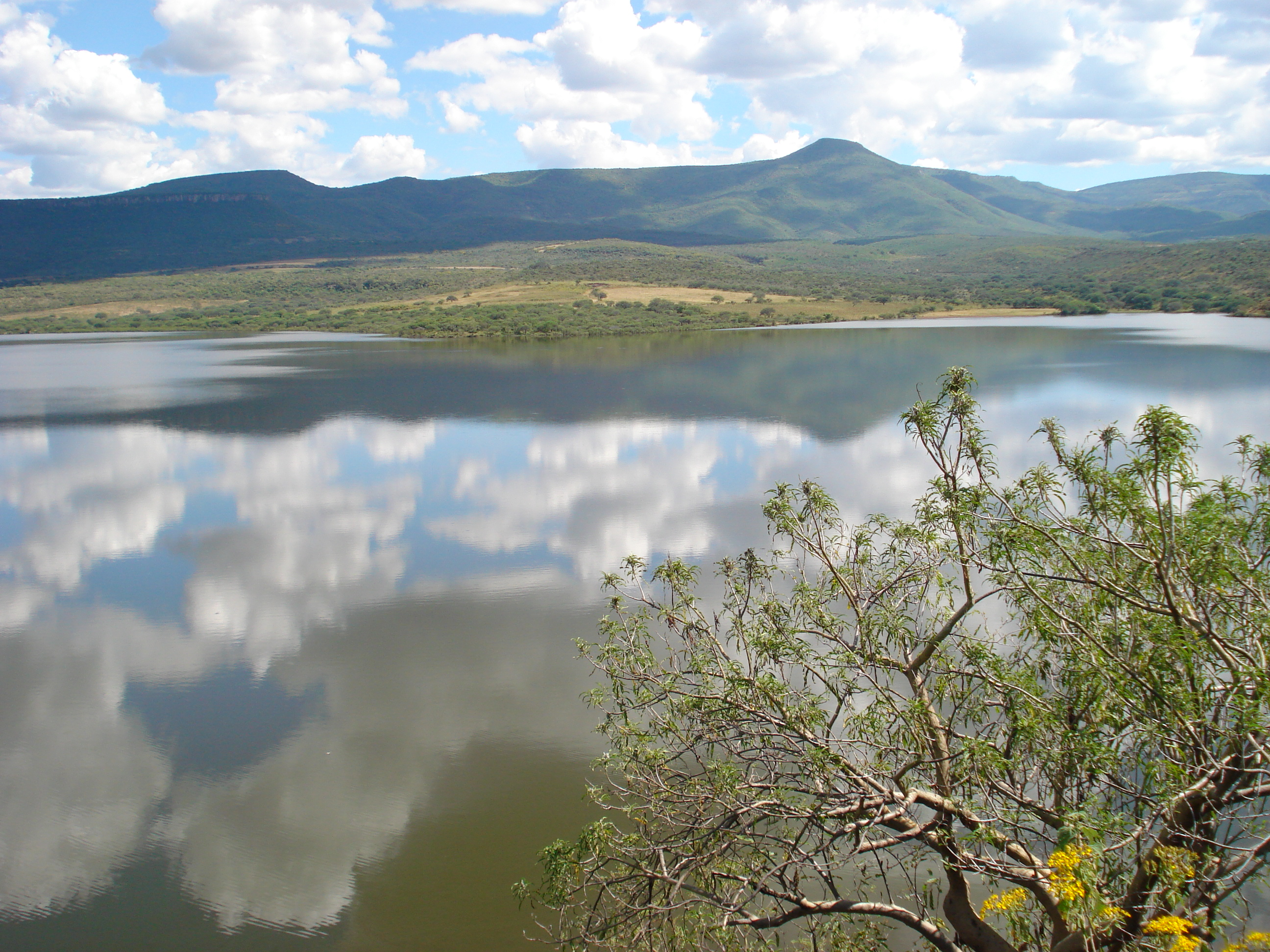
Lac à La Boquilla de Zaragoza.